# 杨邦乂剖心处
杨邦乂剖心处即杨忠襄公剖心处。南宋建炎三年（1129年），完颜宗弼（兀朮）率金兵渡江南侵，进逼建康府（今江苏省南京市），南宋江淮宣抚使杜充战败北逃，户部尚书李梲、沿江制置使陈邦光献城出降。杨邦乂时任建康府通判，严辞拒绝金人招降，大骂宗弼而被杀，被宗弼剖腹取心。次年岳飞光复建康，宋高宗得知杨邦乂的事迹后，下令在建康城南门外杨邦乂殉节处建“褒忠祠”，后又赠谥号“忠襄”。庆元三年（1197年），游九言立墓道碑，详述杨邦乂死节经过。据考证，剖心处原址应在现南京中华门外长干里、大报恩寺南，旧名土门岗。褒忠祠早已毁废，现存古代遗迹仅清代石碑一通，且经过多次迁移，已不在剖心处原址。1975年，剖心处石碑迁至雨花台东北麓现址。1956年公布为江苏省文物保护单位，1982年重新公布为南京市文物保护单位。剖心碑现址西侧百米处为杨邦乂墓，亦为南京市文物保护单位。

## 现状
“杨邦乂剖心处”1975年迁至现址，由园艺专家朱玉玠、陈璐选址，陈璐设计，1975年2月1日动工，3月24日建成。位于雨花台东岗“江南第二泉”后山、辛亥革命雨花台之役人马合冢东侧，为坐南朝北的扇形格局，东西进深23米，南北宽18米。剖心处中心为平台，高0.80米，长宽各4.23米，平台上立清代“重建三忠祠碑”和民国“宋杨忠襄公剖心碑”各一通。平台前方立石狮两尊，剖心处另有1975年“杨邦乂剖心处迁移碑”一通和文物保护单位标志碑两通。
“宋杨忠襄公剖心碑”为主碑，高2.30米，宽1.10米，厚0.30米，由碑额、碑身、碑座三部分组成。碑身由碑和左右夹记事柱合并而成，正中碑文为隶书“宋忠臣庐陵杨忠襄公剖心处”，记事柱刻《宋杨忠襄公剖心碑记》，略述杨邦乂事迹和剖心处迁移经过。

## 附录

### 重建三忠祠碑
| “《重建三忠祠之碑记》： 祠昉于宋绍兴元年，诏即杨忠襄公剖心处立庙祀之，赐额曰褒忠。明时附祀文信国公，为杨、文二公祠，亦曰二忠祠，其后又附祀李忠肃公，至我 朝咸丰元年始改为三忠祠。三忠皆江右吉水人也。按忠襄公于建炎三年通判建康，殉金人南侵之难。后百五十年，宋亡，而信国公燕市就义，大节彪炳人间，盖信国幼时见忠襄公遗像，即慨然愿俎豆其旁，后过金陵，屡赋诗怀之，其志同道合如此。又三百年，而忠肃公遭甲申之变，尽节二忠祠内。四百余年中，伟人继起，后先辉映，皎然与日月争光，异代而同心，异时而同里，皆舍一身以植纲常于天下万世，其合祀也固宜。旧祠宏敞，三忠各有肖像，左右前后分设享堂，近毁于粤匪之乱，荡然无存。今年春，署制府张公始筹款，议重建，予及同乡之宦游于斯者，各捐赀以助之，并溧阳忠襄公后裔集赀，共得千金。鸠工庀材，悉赖吾乡桂芗亭观察经理，夏间创建，至八月告成，新祠为室十五楹，门房、享堂、内室、书厅、厨房各三楹。享堂中设龛，奉三公神主合祀焉。予既与同乡诸君敬谨致奠，遂略述原委，俾勒诸石，以垂永久。 时 同治十二年八月之吉 赐进士出身、翰林院庶吉士、诰 奉大夫、江宁布政使、赏戴花翎、强勇巴图鲁梅启照撰文并篆额书丹” |
| “《碑阴记》： 三忠祠基东至大街，横阔十一丈，西至土墙基，横阔九丈五尺，南北直长二十一丈四尺。东南隅内有民基三间。忠襄公老祠基三间，在剖心坊侧，东至路，南至茶坊屋，西至大街，北至千总衙署。忠襄公墓在雨花台东北小茅山，东至小茅山，南至旧清源观墙基，北至路。墓前有碑记一座，墓道有高山岗，自海公祠前一直向西到剖心坊，计二百余丈，横阔计二丈五尺。忠襄公祭田坐落上元县长宁乡兴一图，地名辛家边，计田二十六区，共计六十亩；又地五亩四分；又山一号，计五亩八分；又塘一口，计七亩一分。此由师程公所署，系光裕堂独业。忠襄公光裕堂、世清堂后裔暨姜集庆堂有事来祠，道士一体应给。此祠系忠襄公后裔禀请建造，向归忠裔管业。与他祠宇不同，一应仕宦客商及地方绅士会集不得借用。” |

### 宋杨忠襄公剖心碑
1932年南京市市长石瑛立碑并撰文。正中大书“宋忠臣庐陵杨忠襄公剖心处”，左右记事柱刻《宋杨忠襄公剖心碑记》。
| “《宋杨忠襄公剖心碑记》：公讳邦乂，吉水人。建炎初倅建康。金师至，留守杜充战败降，公独不屈，大骂金人，剖其心而死。今中华门外雨花台下有碑可识也。时代递迁，芳馨若歇。壬申春，余来长京市，辟雨花路，碑为前梗，命工移置台阳，距南址东向百尺，绕以砖栏，俾曜忠灵于乎。国步艰难，外侮日亟，国人其亦瞻慕而兴起乎。 中华民国二十一年八月×日 阳新石瑛敬记” | 前碑为民国“剖心碑”，后碑为清代“重建三忠祠碑” |

### 杨邦乂剖心处迁移碑
| “杨邦乂，南宋人，死前为溧阳县知县。建炎三年金兵打下南京时被俘，在威胁利诱面前宁死不屈，被金帅完颜宗弼剖心而死，后人在他剖心的地方树碑以志纪念。一九五六年江苏省人民委员会公布为省级文物保护单位。该剖心处原在雨花台下宁芜公路北，百货商店南面。一九二三年开辟雨花路时向东迁移至今宁溧公路上；一九五二年因新建宁溧公路又向南迁到宁溧公路南面土山上。现因雨花台烈土陵园扩建工程的需要向南迁至现址。 南京市文物管理委员会 南京市雨花台烈士陵园管理处 一九七五年二月” |

## 延伸阅读
[在维基数据编辑]
 《宋史·卷447》，出自脱脱《宋史》